# Кукушки юнак
Българското отоманско гимнастическо дружество „Кукушки юнак“ е българско юнашко дружество, съществувало в българския южномакедонски град Кукуш, тогава в Османската империя, от 1912 до 1913 година.
Дружеството е основано на 1 април 1912 година. При учредяването му участват над 50 души. За председател е избран главният учител в кукушкото училище Иван Липошлиев, а за секретар – учителят Никола Терзиев.
Следвайки моделите на организацията на юнашките дружества в България, дружеството използва като модел за свой устав този на Гимнастическото дружество на отоманските българи в Солун.
Дружество „Кукушки юнак“ работи в тясно взаимодействие с българското архиерейско наместничество в Кукуш. През юли 1912 година наместничеството и дружеството изпращат учителя Никола Терзиев като делегат на летния курс в Солун. Дружеството подкрепя идеята за Учредителен конгрес на отоманските гимнастически дружества в Солун.
Българското гимнастическо дружеството „Кукушки юнак“ престава да съществува след опожаряването на Кукуш от гръцката войска през Междусъюзническата война.
- Писмо от архиерейския наместник в Кукуш и дружеството „Кукушки юнак“ за изпращане на Никола Терзиев за делегат курсист на летния гимнастически курс в Солун, 19 юли 1912, с. 1
- Писмо от архиерейския наместник в Кукуш и дружеството „Кукушки юнак“ за изпращане на Никола Терзиев за делегат курсист на летния гимнастически курс в Солун, 19 юли 1912, с. 2
- Билет 1-ва класа за гимнастическите игри в Кукуш през март 1912 година. Всички билети са отпечатани безвъзмездно от Йордан Ярцев
- Благодарности от Солунското гимнастическо дружество към кукушките власти и население, публикувани във в. „Право“ и „Глас“